# Джейлани, Даниэлла Абдурахмановна
Даниэлла Абдурахмановна Джейлани (родилась 6 декабря 1994 года в Москве) — российская спортсменка, игрок в американский футбол, флаг-футбол и регби-7, в настоящее время выступает за московский клуб по флаг-футболу «Москоу Зомбис» и женскую сборную России по флаг-футболу. В прошлом — игрок клуба по американскому футболу «Сирены» и женской сборной России по американскому футболу, а также женского регбийного клуба ЦСКА.

## Биография

### Ранние годы
Даниэлла Джейлани родилась 6 декабря 1994 года в Москве. Её отец — выходец из Сомали, переехавший в Россию вследствие начавшейся гражданской войны в стране, учился в РУДН. Бабушка со стороны отца — из Саудовской Аравии, также есть родственники в Италии, от которой Даниэлла получила свою фамилию.
В детстве Даниэлла играла в обычный европейский футбол и даже тренировалась какое-то время с командой «Спартак-Катюша», выступая в полузащите на фланге и играя в международной лиге, однако из-за необходимости вставать рано по утрам на тренировки ушла из футбола. Также она играла в баскетбол, участвуя в соревнованиях по баскетболу 3x3. Играя под мостом на Воробьёвых Горах, она обратила на себя внимание фотографа журнала Prosport, который сделал несколько кадров для журнала и с разрешения Даниэллы и её подруг опубликовал их в новом выпуске журнала. Позже Даниэлла стала участницей организации Wamsport, в которой помогала взрослым девушкам осваивать баскетбол. Даниэлла также играла за баскетбольную команду Московского авиационного института на XXVII Московских студенческих спортивных играх (МССИ) в дивизионе Б.
Спортивную школу Даниэлла никогда не посещала, однако в старших классах участвовала в областных соревнованиях по лёгкой атлетике, а именно в беге на 60 м, благодаря чему выполнила норматив кандидата в мастера спорта по лёгкой атлетике. Также она пробовала какое-то время играть в волейбол, освоила сноуборд и вейкборд к 2016 году.

### Американский футбол: «Сирены»
В американский футбол Джейлани, как и многие российские спортсменки, пришла из баскетбола. Изначально подруга по команде приглашала Даниэллу в клуб «Стрекозы», однако девушка не могла ездить на тренировки, поскольку у неё не было свободного времени. Другая её знакомая рассказала о другом клубе под названием «Сирены», и Джейлани решила разузнать побольше об этом клубе от его игрока, Альбины Марцинкевич. В июле 2016 года Джейлани вышла на связь с «Сиренами»: её усиленному интересу способствовали найденные в соцсетях своей подруги Ирины Борисевич фотографии с Кубка России по флаг-футболу. В американском футболе Джейлани выбрала позицию раннинбека, некоторое время она тренировалась под руководством Талиба Уайса, который параллельно работал с клубом «Патриоты». В составе московских «Сирен» Джейлани дебютировала в Кубке России по американскому футболу 4 сентября 2016 года, проведя в один день сразу две игры — против клуба «Кобры» и против команды «Валькирии».
Спустя некоторое время Даниэлла Джейлани была вызвана в женскую сборную России на учебно-тренировочные сборы, где, по её словам, рассчитывала на свою скорость и выносливость с учётом нехватки некоторых игровых знаний. Её дебютная игра состоялась против команды Швеции: в игре она свершила два тачдауна и оформила 127 ярдов на выносе. Несмотря на более серьёзную комплекцию шведок и отставание в 15 очков, россиянки одержали победу со счётом 26:21 в Стокгольме. Тренерами Джейлани в «Сиренах» и сборной России были Александр Руднев, Илья Кравцов (специалист по защите), Василий Добряков (координатор нападения) и Алексей Скибин (тренер раннинбеков).
По итогам Кубка России по американскому футболу 16 октября 2016 года Джейлани была признана лучшим игроком (MVP): в финале её клуб «Сирены» одержал победу над челябинским «Ирбисом» со счётом 12:6, а Даниэлла занесла один тачдаун.
С 15 января 2018 года она играла за клуб «Единороги». 8 сентября 2020 года приняла участие в турнире Moscow Open. В связи с дальнейшим сокращением финансирования сборной по американскому футболу она стала реже собираться, однако благодаря развитию флаг-футбола у Даниэллы появилась новая практика.

### Регби: ЦСКА и сборная России
В 2020 году Даниэлле предложили перейти в одну из регбийных команд, однако она не решилась сменить вид спорта, сославшись на занятость. В дальнейшем она выражала сожаление о поспешно принятом решении. По рекомендации игрока регбийного ЦСКА Яны Даниловой руководство «армейцев» связалось с Джейлани и пригласило её в состав команды: Даниэлла приняла предложение. Прежде ей доводилось несколько раз после матчей по флаг-футболу видеть в Зеленограде матчи сборной России по регби из юношей до 18 лет. В клубе она находилась формально с 11 января 2021 года.
В составе ЦСКА она выиграла 5-й тур чемпионата России 2021 года, занеся одну попытку в матче против сборной Дагестана (победа 45:0). В 6-м туре чемпионата Джейлани занесла две попытки в матче против «Витязя» (победа 46:0), четыре в матче против «Ростов-ДГТУ» (победа 48:0) и ещё одну в матче против «Кубани» (победа 53:0). В июне 2021 года она стала чемпионкой России: в финале ЦСКА взял верх над сборной Академии «Сибирь» со счётом 15:5 (5:5 в первом тайме), а Даниэлла уже на 5-й минуте открыла счёт, занеся попытку. Она играла не только в регби-7, но и в регби-15, надеясь при этом поучаствовать ещё в международных турнирах по флаг-футболу.
В августе 2021 года Джейлани была включена в заявку ЦСКА на чемпионат России по пляжному регби (с 7 по 8 августа). Также участвовала в учебно-тренировочном сборе женской сборной России по регби, проходившем под руководством Павла Барановского в Кисловодске с 14 по 28 декабря 2021 года. Позже её вызвали для участия в международном турнире по регби-7 в Дубае за вторую сборную России.
В январе 2022 года Даниэллу вызвали на сборы с основной сборной России по регби-7 в Испанию, после чего Джейлани закончила карьеру в связи с личными обстоятельствами.

### Флаг-футбол: «Москоу Зомбис»
Изначально Джейлани не стремилась переходить во флаг-футбол, поскольку из-за маленького игрового поля у неё не было возможности разбежаться и выступать также эффективно, как в американском футболе. В 2019 году вместе с командой России она съездила на чемпионат Европы по флаг-футболу. Ожидалось участие сборной России в чемпионате мира 2020 года, но турнир был отменён из-за пандемии COVID-19. В связи с введёнными международными санкциями возможность полноценного сбора российских команд была ограничена. Джейлани стала игроком клуба «Москоу Зомбис» (англ. Moscow Zombies, он же «Зомби»), который имеет статус любительского и пользуется поддержкой «Академии чемпионов» Дмитрия Матвеева. С командой она выиграла серию турниров на разных уровнях. Приказом директора Центра спортивных инновационных технологий и подготовки сборных команд Департамента спорта города Москвы от 9 января 2023 года Джейлани стала судьёй III категории в американском футболе.
Вскоре женский клуб «Зомби» стал выступать на международных турнирах, де-факто нося статус женской сборной России по флаг-футболу. Важным отличием стало то, что команда играла под российским флагом, а не под какой-либо соответствующей нейтральной символикой. Однако поскольку команда носила любительский статус, многим пришлось ехать за свой счёт и оплачивать расходы на перелёты и проживание, а призовые победителям были очень и очень небольшими. В течение одного календарного года «Зомби» выиграли три международных турнира: в 2024 году команда выступила на турнире The Biggest Bowl в мексиканском Канкуне, одержав там победу при наличии серьёзных соперников, а в октябре она выступила на Кубке Азии среди клубных команд, снова выиграв турнир под названием MAFA International Championship.

#### Ready For Play Cup II
В феврале 2025 года состоялся турнир в таиландской Паттайе под названием Ready For Play Cup II, который также завершился победой россиянок. На турнир команда «Зомби» приехала, усиленная тремя игроками из других клубов: Марией Ковальчук, игравшей на турнире в Малайзии за «Зомби», и представительницами питерского клуба «Царевны» Софьей Лауре и Дарьей Брюховецкой. На групповом этапе этого турнира российская команда одержала победы над китайским клубом «Lady Legends» 49:8, малайзийским «Gades Rentap» 52:19 и китайским «Rongsheng Bape» 26:0. В четвертьфинале они победили австралийский клуб «Lady Gremlins» 26:0, с которым играли ещё в Малайзии. В полуфинале россиянок ждал американский клуб «WFFN Team America», который приехал в Азию с целью рекламы этого вида спорта и проведения мастер-классов. Уступая за 10 минут до конца игры со счётом 8:25, «Зомби» усилиями Елены Дрофинской, занёсшей два тачдауна, сократили разрыв до одного владения; в конце матча Олеся Каюрова оформила пик-сикс после перехвата, а Александра Щербакова благодаря реализации принесла победу 28:25.
В финале россиянкам противостоял китайский клуб «Love and Thunder», усиленный тремя девушками из сборной Мексики и двумя из сборной Китая, что осложняло игру. В финале Джейлани занесла один тачдаун после паса Ирины Борисевич, а после одного из перехватов устремилась в зачётную зону, но была остановлена противницей: Александра Щербакова сумела завершить драйв и оформить тачдаун. К перерыву россиянки уступали 6:20, но сократили разрыв до минимума. При счёте 20:27 Александра Щербакова сумела убежать в зачётную зону и занести тачдаун, но из-за промаха при реализации счёт остался 26:27. В этот момент до окончания второго тайма оставалось всего полминуты, и китаянки уже праздновали победу. Ход игры переломила капитан Александра Щербакова, которая воспользовалась потерей квотербека китайского клуба. Оформленный пик-сикс принёс «Зомби» победу 32:27.
Джейлани заявила, что в мае 2025 года должен состояться турнир в Китае, на который, однако, из-за нехватки средств клуб «Зомби» рискует не приехать. В то же время она искренне желает сыграть на  чемпионате мира по флаг-футболу за сборную России и выступить на Олимпиаде 2028 года в Лос-Анджелесе, в программу которой включён флаг-футбол.

## Стиль игры
В американском футболе Джейлани выбрала позицию раннинбека — игрока, который движется с мячом в зачётную зону. Свой выбор она сделала, исходя из своего умения быстро бегать. Как раннинбек, она получала удары почти на каждом розыгрыше, но в интервью 2016 года порталу First and Goal говорила, что не думала о стычках. Тогда же она рассказывала, что ей не всегда удавалось набрать ярды на выносе, но иногда получались биг-плеи: при малоразвитых тогда навыках удара она могла убегать и при удачных обстоятельствах оформлять тачдаун.
По оценке Ильи Крацова, данной изданию First and Goal, Джейлани обладает феноменальной ловкостью и контролем над телом. Она является одним из самых скоростных игроков женского американского футбола в России и одним из самых опасных игроков бэкфилда: она умеет реагировать при контакте с защитником, чтобы преодолеть его, и обладает отменной реакцией. Кравцов утверждал, что у Джейлани есть потенциал превратить в тачдаун любое касание мяча.
В регби Даниэлла играла на позиции винга. Из-за разности в правилах на первых порах она допускала ошибки, или пасуя рукой вперёд, или находясь впереди пасующего.

## Личная жизнь
Любит музыку разных жанров. Любимый сериал — «Все ненавидят Криса». Любимая книга — «Инферно» Дэна Брауна.
По образованию финансист, работала бизнес-тренером в банке. По состоянию на 2025 год — фронтэнд-разработчик Т-Банка, продолжает совмещать работу и игру во флаг-футбол.

## Достижения
Регби-7
- Чемпионка России по регби-7: 2021[11]
- Обладательница Кубка Чемпионов Европы по регби-7 2021 (Санкт-Петербург)[18]
- Чемпионка России по регби-15 среди женщин: 2021[9]
- Обладательница Кубка России по пляжному регби[19]

Американский футбол
- Обладательница Кубка России по американскому футболу: 2016[6]
- MVP Кубка России по американскому футболу: 2016[2]

Флаг-футбол
- 9-ти кратная Чемпионка России[источник не указан 56 дней]
- Победительница турнира The Biggest Bowl: 2024 (Канкун, Мексика)[15]
- Победительница турнира MAFA International Championship: 2024/2025 (Малайзия)[15]
- Победительница турнира Ready For Play Cup II: 2025 (Паттайя, Таиланд)[15]
- Победительница турнира Big Bowl: 2023 (Франкфурт, Германия)[источник не указан 56 дней]
- Победительница Лиги Чемпионов Европы: 2022 (Пореч, Хорватия)[источник не указан 56 дней]
- Победительница турнира Pink Bowl: 2022 (Гаага, Нидерланды)[источник не указан 56 дней]